# Альквист, Август
Карл А́вгуст Э́нгельберкт Альквист, также Алквист (швед. Karl August Engelbrekt Ahlqvist, 7 августа 1826, Куопио — 20 ноября 1889, Гельсингфорс) — русский и финский поэт шведского происхождения, филолог, исследователь финно-угорских языков, внесший значительный вклад в финно-угроведение, а также литературный критик, ректор Императорского Александровского университета (1884—1887).

## Биография
Альквист был внебрачным сыном генерал-адъютанта барона Йохана Норденстама (ум. в 1882) и служанки Марии Аугусты Альквист (ум. в 1886). Его воспитанием занимался председатель Комитета по распределению земли, вице-судья Карл Стениус. Идейным вдохновителем Альквиста стал Йохан Людвиг Рунеберг, от которого он и перенял свои национально-романтические взгляды.
В молодости Альквист печатался в газете «Сайма», которую возглавлял Йохан Вильгельм Снелльман; тогда же он впервые использовал свой литературный псевдоним — А. Оксанен (фин. A. Oksanen). В 1847 году он совместно с Даниэлем Европеусом и Пааво Тикканеном основал газету «Суометар» (фин. Suometar). В 1854—1859 годах совершил ряд экспедиций в российские губернии, населённые финно-угорскими народами. Так, в мае—декабре 1856 он исследовал чувашей Казанской губернии и Буинского уезда Симбирской губернии, собрал коллекции вышитой одежды, украшений и головных уборов (которые ныне хранятся в Национальном музее Финляндии). В 1877—1880 посетил земли хантов и манси. Опубликовал ряд трудов о водском, вепсском, мордовском, хантыйском и мансийском языках, эстонской литературе, а также исследования о родстве между финским и венгерским языками. Также Альквист написал книгу «Воспоминания о поездке в Россию» (фин. Muistelmia matkoilta Venäjällä) и слова к «Саволаксской песне» (фин. Savolaisen laulu). В 1847 году получил степень магистра философии Александровского университета, а в 1860 — степень доктора философии. Почётный член Венгерской АН (1859). В 1863 году сменил своего друга Элиаса Лённрота на должности профессора финского языка Александровского университета, позднее стал также канцлером.
Кроме того, Альквист был литературным критиком. Известно, что он подверг резкой критике роман Алексиса Киви «Семеро братьев», написав в рецензии: «наш народ совсем не такой, каковы герои этой книги; спокойный и серьёзный народ, возделавший поля Финляндии, не имеет ничего общего с ново-поселенцами Импиваара»; также он назвал роман «нелепостью» и «пятном позора на финской литературе». Из-за этого разгромного отзыва Общество финской литературы отсрочило выпуск книги на три года, и она вышла в свет только в 1873 году, уже после смерти автора. Финский писатель Вейо Мери назвал отношение Альквиста к Киви «болезненным», поскольку тот писал эпиграммы и пародии на писателя даже после его смерти. Многие также полагают, что именно критика Альквиста ускорила кончину Киви, вызвав у него глубокие душевные переживания и тем самым окончательно подорвав его здоровье.